# Sokolniki (Kaliningrad, Selenogradsk)
Sokolniki (russisch Сокольники, deutsch Weischkitten) ist ein Ort in der russischen Oblast Kaliningrad. Er gehört zur kommunalen Selbstverwaltungseinheit Stadtkreis Selenogradsk im Rajon Selenogradsk.

## Geographische Lage
Sokolniki liegt 24 Kilometer nördlich der Oblasthauptstadt Kaliningrad (Königsberg) und zehn Kilometer südwestlich der Kreisstadt Selenogradsk (Cranz) an der Regionalstraße 27A-013 (ex A192) unmittelbar an der Kreuzung mit dem Primorskoje Kolzo (Küstenautobahnring). Bis 1945 bestand die Bahnstation Eisseln-Weischkitten an der Bahnlinie von Cranz (Selenogradsk) nach Neukuhren (Pionerski), die heute durch zwei jeweils Ostanowotschny punkt (O.p.) Sokolniki-Nowy (bis 1945 Cranz-Rosehnen) und Sokolniki genannte Haltepunkte an der Bahnstrecke Kaliningrad–Selenogradsk–Pionerski abgelöst worden ist.

## Geschichte
Das im Jahre 1405 gegründete und bis 1946 Weischkitten genannte Gutsdorf mit mehreren großen Höfen wurde 1874 in den neu errichteten Amtsbezirk Michelau (heute russisch: Kamenka) eingegliedert und gehörte zum Landkreis Fischhausen, von 1939 bis 1945 Landkreis Samland im Regierungsbezirk Königsberg der preußischen Provinz Ostpreußen. Im Jahre 1910 waren in dem nach Adlig Weischkitten und (Königlich) Weischkitten unterteilten Ort 43 Einwohner gemeldet, von denen 15 in Adlig Weischkitten lebten.
Am 30. September 1928 wurde Weischkitten in die Landgemeinde Michelau eingemeindet. In deren Folge wurde der Amtsbezirk Michelau aufgelöst und die Gemeinde in den Amtsbezirk Grünhoff (heute russisch: Roschtschino) integriert.
Im Jahre 1945 kam Weischkitten mit dem gesamten nördlichen Ostpreußen zur Sowjetunion. Der Ort erhielt im Jahr 1947 wieder eigenständig die russische Bezeichnung Sokolniki und wurde gleichzeitig dem Dorfsowjet Cholmski selski Sowet im Rajon Primorsk zugeordnet. Später gelangte der Ort in den Wischnjowski selski Sowet. Von 2005 bis 2015 gehörte Sokolniki zur Landgemeinde Kowrowskoje selskoje posselenije und seither zum Stadtkreis Selenogradsk.

## Kirche
Bis 1945 lebte in Weischkitten eine nahezu ausnahmslos evangelische Bevölkerung. Das Dorf war in das Kirchspiel Rudau (heute russisch: Melnikowo) eingepfarrt, das zum Kirchenkreis Königsberg-Land II in der Kirchenprovinz Ostpreußen der Kirche der Altpreußischen Union gehörte. 
Sokolniki liegt jetzt im Einzugsbereich der neu entstandenen evangelisch-lutherischen Gemeinde in Selenogradsk (Cranz), einer Filialgemeinde der Auferstehungskirche in Kaliningrad (Königsberg) innerhalb der Propstei Kaliningrad der Evangelisch-lutherischen Kirche Europäisches Russland.